# Gouvernement du 4e Dáil
Le 4e Dáil est élu aux élections générales de 1923, le 27 août 1923. Il se réunit pour la première fois le 19 septembre, lors de la nomination du 2e Conseil exécutif. Le 4e Dáil a duré 1 382 jours.

## 2econseil exécutif de l'État libre d'Irlande
Le 2e conseil exécutif de l'État libre d'Irlande (19 septembre 1923 – 23 juin 1927) est formé par le Cumann na nGaedheal.
| Poste                                                       | Nom | Nom                              |
| ----------------------------------------------------------- | --- | -------------------------------- |
| Président du Conseil exécutif                               |     | William T. Cosgrave              |
| Vice-président du Conseil exécutif                          |     | Kevin O'Higgins                  |
| Ministre de la Justice                                      |     | Kevin O'Higgins                  |
| Ministre de la Défense                                      |     | Richard Mulcahy                  |
| Ministre de l'Éducation                                     |     | Eoin MacNeill                    |
| Ministre des Affaires étrangères                            |     | Desmond FitzGerald               |
| Ministre des Finances                                       |     | Ernest Blythe                    |
| Ministre de l'Industrie et du Commerce                      |     | Joseph McGrath                   |
| Ministres non membres du Conseil exécutif                   |     |                                  |
| Office                                                      | Nom | Nom                              |
| Ministre des Terres et de l'Agriculture                     |     | Patrick Hogan                    |
| Ministre des Pêches                                         |     | Fionán Lynch                     |
| Ministre de l'Administration locale et de la Santé publique |     | Séamus Burke                     |
| Directeur-Général des Postes                                |     | James J. Walsh                   |
| Changement du 20 mars 1924                                  |     |                                  |
| Office                                                      | Nom | Nom                              |
| Ministre de la Défense                                      |     | William T. Cosgrave (ad interim) |
| Changement du 4 avril 1924                                  |     |                                  |
| Office                                                      | Nom | Nom                              |
| Ministre de l'Industrie et du Commerce                      |     | Patrick McGilligan               |
| Changement du 21 novembre 1924                              |     |                                  |
| Office                                                      | Nom | Nom                              |
| Ministre de la Défense                                      |     | Peter Hughes                     |
| Changement du 28 janvier 1926                               |     |                                  |
| Office                                                      | Nom | Nom                              |
| Ministre de l'Éducation                                     |     | John M. O'Sullivan               |